# Омбејак
Омбејак (фр. Ambeyrac) насеље је и општина у јужној Француској у региону Миди Пирене, у департману Аверон која припада префектури Вилфранш де Руерг.
По подацима из 2011. године у општини је живело 184 становника, а густина насељености је износила 16,37 становника/km². Општина се простире на површини од 11,24 km². Налази се на средњој надморској висини од 163 метара (максималној 344 m, а минималној 141 m).

## Демографија
| 1962. | 1968. | 1975. | 1982. | 1990. | 1999. | 2011. |
| ----- | ----- | ----- | ----- | ----- | ----- | ----- |
| 204   | 214   | 198   | 192   | 167   | 191   | 184   |

График промене броја становника у току последњих година